# 안라오현 (빈딘성)
안라오현(베트남어: Huyện An Lão / 縣安老)은 베트남 남중부 지방 빈딘성의 현이다.

## 역사
안라오 전투는 1964년 12월 남베트남군으로부터 구본부의 임시통제를 빼앗음으로써 베트콩의 전술적 승리로 끝났다.

## 행정 구역
안라오현은 1시진, 9사를 관할하고 있다.

### 시진
- 안라오 시진 (Thị trấn An Lão, 安老市鎭)

### 사
- 안중 사 (Xã An Dũng, 安勇社)
- 안호아 사 (Xã An Hòa, 安和社)
- 안흥 사 (Xã An Hưng, 安興社)
- 안응이어 사 (Xã An Nghĩa, 安義社)
- 안꽝 사 (Xã An Quang, 安光社)
- 안떤 사 (Xã An Tân, 安新社)
- 안또안 사 (Xã An Toàn, 安全社)
- 안쭝 사 (Xã An Trung, 安中社)
- 안빈 사 (Xã An Vinh, 安榮社)